# Pesca (futebolista)
Juan José Martínez Martínez mais conhecido como Pesca, é um futebolista espanhol, que joga habitualmente a médio.
Na época de 2007/2008 actuou pelo Clube Desportivo Trofense, com quem rescindiu a meio da época. Ingressou depois no Montañeros.
No início da segunda volta do campeonato de 2008/2009, Pesca, voltou ao campeonato português para representar a União Desportiva Oliveirense.